# Tone Knez
Tone Knez, slovenski arheolog, * 26. marec 1930, Laško, † 5. avgust 1993, Novo mesto.

## Življenjepis
Gimnazijo je Knez končal v Celju, diplomiral pa je leta 1955 na Filozofski fakulteti v Ljubljani iz predmeta arheologija pod mentorstvom profesorja Josipa Korošca. Po diplomi se je zaposlil kot kustos pripravnik v krajevnem muzeju v Bihaću. Tam je uredil prvo stalno zbirko, kasneje pa je sodeloval pri arheoloških izkopavanjih v Golubiću pri Bihaću, kjer so izkopavali naselbino Japodov, severnoilirskega plemena, ki je nekoč poseljevalo tudi obbmočje Bele Krajine.
V Novo mesto je prišel 1. oktobra 1958 in zasedel prvo mesto kustosa za arheologijo v tamkajšnjem muzeju. V muzeju je uredil prvo začasno arheološko zbirko, nato pa se je lotil arheoloških raziskovanj Dolenjske. Pod njegovim vodstvom so se začela izkopavanja pri Straži pri Novem mestu, Šmihelu pri Žužemberku, Trebnjem, Drnovem pri Krškem ter na današnjem najpomembnejšem železnodobnem najdišču na Kapiteljskih njivah v Novem mestu, kjer je začel z izkopavanji leta 1983. V Novem mestu je vodil tudi izkopavanja na Mestnih njivah, Kandiji in na Beletovem in proštijskem vrtu.
Knezu gre zasluga, da je Novo mesto postalo v arheoloških krogih eno najpomembnejših mest na svetu. Najdbe, ki jih je Knez v zameno za izdelavo kopij poslal na restavriranje v najboljše konzervatorske delavnice v Evropi, danes sestavljajo eno najpomembnejših železnodobnih arheoloških zbirk, neprecenljivi zakladi halštatske kulture pa so na ogled v sklopu stalne arheološke zbirke v Dolenjskem muzeju.
Poleg izvornega arheološkega dela je Knez opravil tudi pomembno znanstveno vrednotenje najdb.  Svoje študije in članke je objavljal v domačem in tujem strokovnem tisku, zaradi česar ga danes imenujejo za »ambasadorja slovenske arheologije«. V svojem živlejnju je objavil 14 strokovnih knjig ter več kot 75 strokovnih razprav in poročil ter več kot tristo člankov. 

## Nagrade
V Sloveniji je Tone Knez leta 1969 prejel občinsko Trdinovo nagrado, ki mu jo je podelila občina Novo mesto. Leta 1974 mu je skupnost muzealcev Slovenije podelila naziv muzejskega svetovalca, leta 1976 pa je prejel diplomo in bronasto plaketo Zveze arheoloških društev Jugoslavije.
Knez je užival tudi velik mednarodni sloves. Leta 1978 je bil izvoljen za dopisnega člana nemškega arheološkega inštituta v Berlinu, leta 1980 pa je ob odprtju arheološke razstave v Steyrju v Avstriji prejel častni znak dežele Zgornje Avstrije.
Po njem se danes imenuje ulica v Novem mestu.